# Rafael Rodríguez de Arias y Villavicencio
Rafael Rodríguez de Arias y Villavicencio (San Fernando, 1820 – Madrid, 2 d'agost de 1892) va ser un polític i marí espanyol.

## Biografia
Ingressà en l'Escola Naval Militar en 1836, ascendí a alferes de navili en 1842, a tinent de navili en 1847, a capità de fragata en 1857 i el 1864 a capità de navili. Es casà amb Joaquina Heras y Mergelina, marquesa de Blegua. Contraalmirall en 1872. Comandant general de l'esquadra del Mediterrani. Va ser capità general de les Filipines en 1880. Va ser ministre de Marina entre el 13 de maig i el 31 de desembre de 1874 en un gabinet Zabala; entre el 13 de gener i el 13 d'octubre de 1883 i des del 10 d'octubre de 1886 al 21 de gener de 1890, en gabinets presidits per Sagasta. Fou senador per Santa Clara (Cuba) en 1881 i senador vitalici en 1886. Vicepresident del Consell Suprem de Marina. Té un carrer dedicat a Bilbao.